# Dina Price
Dilton Soares Gomes (Kaapverdië, 5 augustus 1992), beter bekend onder de artiestennaam Dina Price, is een Belgische dragqueen uit Antwerpen. Ze is vooral bekend als jurylid in het VTM-programma "Make Up Your Mind" en werd Miss Travestie België 2024. Ze werd de eerste anderskleurige Miss Travestie België die won. Eerder werd ze ook al eerste eredame in de provinciale verkiezing van Miss Travestie Antwerpen in 2023. 
In 2024 werd Dina Price ondervraagd in het Vrt 1-programma "durf te vragen" waar in ze samen met collega dragqueens de meest ongestelde vragen beantwoord. 

## Carrière
In 2016 won Dina Price haar eerste prijs bij in een Antwerps holebi café. Een wedstrijd over meerdere maanden gespreid waarin startende drag queens de kans kregen zich te ontplooien. in 2018 werd Dina Price gekroond als Miss Drag Queen De Panne, een regionale verkiezing in West Vlaanderen. Nadien volgt de plaats van 1ste eredame bij Miss Travestie Antwerpen waarna ze de grote overwinning mocht bekronen bij Miss Travestie België 2024. Zo werd ze de eerste gekleurde winnares in de 23-jarige geschiedenis van Miss Travestie België. Sindsdien is Dina Price overal in Vlaanderen terug te vinden op verschillende podia. 
Sinds September 2023 is Dina Price vast jurylid in het VTM-programma Make Up Your Mind. 
| jaar         | titel                         | notities       |
| ------------ | ----------------------------- | -------------- |
| 2024 - heden | Les Folles Des Gand           | vast lid       |
| 2024 - heden | The Antwerp Drag Show         | vast lid       |
| 2024 - heden | Chez Maman                    | vaste artieste |
| 2025 -       | Miss Travestie Vlaams Brabant | organisator    |

## Televisie
| jaar | titel             | rol             | notities |
| ---- | ----------------- | --------------- | -------- |
| 2023 | Make Up Your Mind | Jurylid         | VTM      |
| 2024 | Durf te vragen    | zichzelf/Dilton | VRT1     |
| 2025 | Make Up Your Mind | Jurylid         | VTM      |